# Léopold De Groof
Léopold Pol De Groof  est un footballeur international belge, né le 2 février 1896 à Lille (France) et mort le 26 juin 1984.
Défenseur au Royal Antwerp FC, il a été Vice-Champion de Belgique en 1925.
Il a été appelé cinq fois en équipe nationale entre 1920 et 1921 et a disputé deux rencontres avec les Diables Rouges, face à l'Italie (défaite, 2-3) et à l'Espagne (défaite, 2-0).

## Palmarès
- International en 1921 (2 sélections)
- premier match international: le 5 mai 1921, Belgique-Italie, 2-3 (match amical)
- deuxième match international: le 9 octobre 1921, Espagne-Belgique, 2-0 (match amical)
- Vice-Champion de Belgique en 1925 avec le Royal Antwerp FC